# 白田みお
白田 みお（しろた みお、1987年4月30日 - ）は、競技麻雀のプロ雀士、RMU所属（7期）。千葉県出身。キャッチフレーズは「ふわふわ雀狼」。

## 来歴
小学生の頃、家族4人で打ったのが初めて麻雀との出会いだった。絵を描くことが好きで他の美大に受かっていたが、どうしても入りたく3浪して東京芸術大学に入学。一人暮らしを機にニコニコ生放送のネット麻雀の配信を始めた。大学院へ進学。競技麻雀未経験ながらRMUのカップ戦に出場し、決勝進出する活躍をみせた。その活躍がRMUの選手達に目に留まり、当時RMU所属だった安達瑠理華から熱心にスカウトされ、2013年に大学院に通いつつRMUに入会。RMU入会してすぐに麻雀勉強会に参加。のち大学院を卒業した。
2015年に第1期ティアラクライマックスリーグに優勝した。
2017年に「夕刊フジ杯争奪 麻雀女流リーグ2017」個人決勝で3位になる。
2018年に「夕刊フジ杯争奪 麻雀女流リーグ2018」個人決勝に2年連続で進出し準優勝する。B級ライセンスを取得。
2019年に第5期ティアラクライマックスリーグで2度目の優勝を果たす。
2021年にRMU女流初のA級ライセンスを取得した。

## 雀風
- 雀風はメンゼン志向[7]、門前好型リーチ狙い[3]。
- 好きな手役は立直[6]、平和[6]、メンタンピン[7]。

## 人物
- 血液型はB型[8]。
- 両親と兄の4人家族[4]。
- 愛称はみおぬん[9]、みおんぬ。スリアロで「みおんぬ」と表記[10]を間違えられたがこちらも公式となった経緯がある[11]。
- 趣味は麻雀、食べること・お酒を飲むこと[8]、プロレス観戦[3]、人狼ゲーム[8]。
- 特技は絵を描くこと[3]、どこでも眠れること[8]。
- 尊敬する人は古久根英孝、多井隆晴[3]。
- 後ろに誰かがいるのが苦手[12]。
- アイドルグループのMoreに2015年12月から2018年3月まで所属していた。

## 獲得タイトル
- 2015 ティアラクライマックスリーグ 優勝[4]
- 2019 ティアラクライマックスリーグ 優勝[4]